# Mark Ehrenfried
Mark Ehrenfried (* 24. Juni 1991 in Berlin) ist ein deutscher Pianist und Komponist.

## Leben und Karriere
Mark Ehrenfried wurde in einer Kindergruppe als hochbegabtes Kind mit einem Intelligenzquotienten von über 130 gemessen. Sein musikalisches Talent wurde erkannt, als er drei Jahre alt war. Im Alter von vier Jahren begann er Instrumentalunterricht zu nehmen, um Klavier spielen zu können. Nach einiger Zeit gab er seine ersten Instrumentalkonzerte. Erste mediale Bekanntheit erlangte Ehrenfried durch die ARD-Talkshow Fliege zum Thema Wunderkinder, in der ihm der Moderator einen eigenen Frack schenkte. Das erste große Konzert gab er am 26. Februar 1999 im Saal des Russischen Zentrums. Er war zu diesem Zeitpunkt sieben Jahre alt. Im Jahr 2001, als er zehn Jahre alt war, veröffentlichte er seine erste CD. Er ist in Deutschland und Europa durch seine Interpretation von Wolfgang Amadeus Mozart, Johann Sebastian Bach und Ludwig van Beethoven bekannt. Mehrmals trat er auch in zahlreichen Fernsehsendungen, Musikprogrammen und TV-Shows auf. In den Jahren 2009 und 2010 erhielt Ehrenfried über das Associated Board of the Royal Schools of Music zwei Diplome.
Im September 2011 begann er an der Regent’s University London sein Studium im Studiengang International Business with Japanese, das er 2016 erfolgreich abschloss.
2024 nahm Ehrenfried als erster Pianist überhaupt Mozarts Ganz kleine Nachtmusik in seiner eigenen Klavier-Transkription als reine Soloklavieraufnahme auf.
2025 erstellte er die erste Aufnahme von August Stradals Klavier-Transkription von Mozarts 40. Sinfonie (Mozart) (KV 550) mit sämtlichen vier Sätzen.

## Diskografie
- 2001: Meine Lieblingsstücke. 2001 Hänssler
- 2002: Gestatten
- 2002: Mark Ehrenfried Plays Bach, Mozart, Haydn, Beethoven Et Al
- Live im Kammermusiksaal der Berliner Philharmonie (zweiteiliges Album)
- 2017: Mark Ehrenfried Plays Christian Sinding

## Filmografie
- 2002: Danke, Anke (Serie)[11], TV total (Fernsehshow)[5]
- 2003: Zauberhafte Heimat (Serie)[11]
- 2006: Die Mozartshow[11]